# Angaeus
Angaeus Thorell, 1881 è un genere di ragni appartenente alla famiglia Thomisidae.

## Distribuzione
Le 11 specie note di questo genere sono diffuse in Asia sudorientale e orientale: prevalentemente in Vietnam, Cina, Birmania e Borneo

## Tassonomia
Considerato sinonimo anteriore di Paraborboropactus Tang & Li, 2009, secondo l'analisi degli esemplari tipo di Paraborboropactus zhengi Tang & Li, 2009 eseguita dall'aracnologo Benjamin in un lavoro del 2013.
Non sono stati esaminati esemplari di questo genere dal 2013.
A giugno 2014, si compone di 11 specie:
- Angaeus canalis (Tang & Li, 2010) — Cina
- Angaeus christae Benjamin, 2013 — Borneo
- Angaeus comatulus Simon, 1909 — Vietnam
- Angaeus lenticulosus Simon, 1903 — Vietnam, Cina
- Angaeus leucomenus (Thorell, 1895) — Birmania, Vietnam
- Angaeus liangweii (Tang & Li, 2010) — Cina
- Angaeus pentagonalis Pocock, 1901 — India, Isole Andamane (Oceano Indiano)
- Angaeus pudicus Thorell, 1881[2] — nell'Arcipelago delle Molucche, soprattutto sull'isola Ceram
- Angaeus rhombifer Thorell, 1890 — Malesia, Sumatra, Cina, Birmania, Vietnam, Singapore, Borneo
- Angaeus rhombus (Tang & Li, 2009) — Cina
- Angaeus zhengi (Tang & Li, 2009) — Cina